# Panda (canción de Astro)
«Panda» es una canción de la banda chilena Astro y es la quinta canción del álbum homónimo del año 2011. La canción fue compuesta y producida por el cantante de la banda Andrés Nusser y lanzada como tercer sencillo del disco el 1 de febrero de 2013.

## Listado de canciones
| Descarga digital |                         |          |  |
| N.º              | Título                  | Duración |  |
| 1.               | «Panda»                 | 2:57     |  |
| 2.               | «Panda Remix» (Pegasvs) | 3:19     |  |

## Video musical
El video dirigido por Cristóbal Zegers y Sebastián Zegers, tuvo polémica porque a las pocas de horas de subido a Youtube fue censurado por contener desnudos. El video tuvo que ser distribuido por Vimeo. En la actualidad se puede ver por YouTube solo las personas mayores de edad.
El video muestra a personas de diferentes sexo y edades, de espalda y desnudos. 

## Personal
- Andrés Nusser: voz, guitarra.
- Octavio Caviares: batería
- Lego Moustache: teclados y percusión.
- Zeta Moustache: teclados y bajo.

## En la cultura popular
- Banda sonora del videojuego FIFA 13 de Electronic Arts.
- Banda sonora de la película chilena Aftershock (2013) producida por Eli Roth.